# Fritz Tiefenthaler

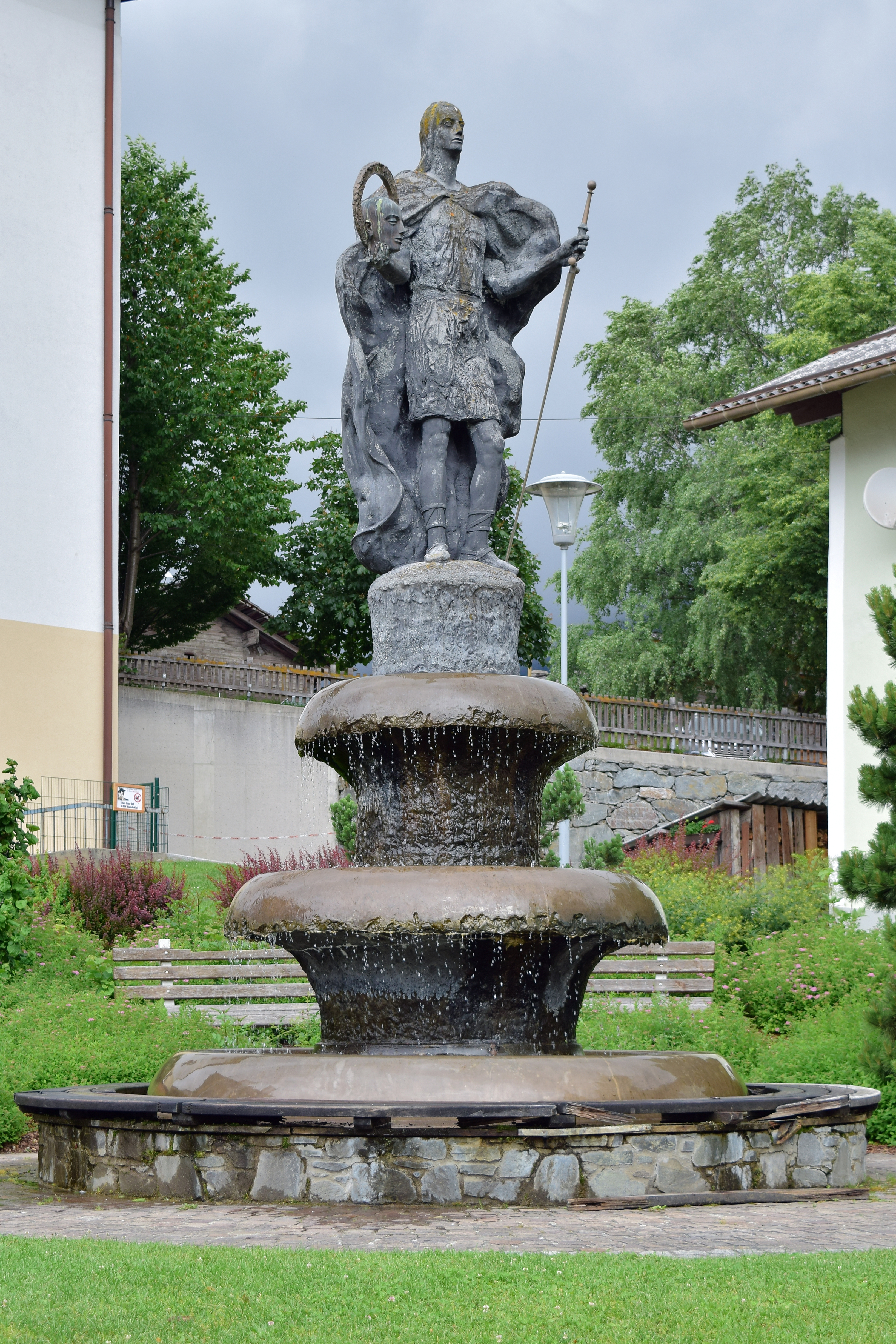
Albanusbrunnen in Matrei in Osttirol, Fritz Tiefenthaler, 1998

Fritz Tiefenthaler (* 2. September 1929 in Matrei in Osttirol, Tirol; † 11. März 2010 in Wien) war ein österreichischer Bildhauer, Keramiker, Medailleur, Steinrestaurator und Hochschullehrer.

## Leben
Tiefenthaler wurde 1929 als Sohn von Martin Tiefenthaler geboren. Nach vier Jahren Volksschule in Matrei und vier Jahren Gymnasium in Lienz besuchte er ab 1944 die Meisterschule für Maler und Bildhauer in Graz. 1948 wurde er an die Akademie der bildenden Künste Wien aufgenommen, an der er unter anderem bei Fritz Wotruba und Clemens Holzmeister studierte und als akad. Bildhauer absolvierte.
1952 nahm Tiefenthaler seine freiberufliche Tätigkeit als Bildhauer auf. In den Folgejahren war er mit skulpturalen Arbeiten beim Wiederaufbau von einer Reihe öffentlicher Gebäude (Staatsoper, Burgtheater, Parlament, Belvedere, Schönbrunn) sowie mit der Restaurierung von Denkmälern und Brunnen beschäftigt. 1959 wurde er erstmals mit einem Lehrauftrag an der damaligen Akademie für angewandte Kunst in Wien (heute Universität für Angewandte Kunst Wien) betraut, dem 1970 an der ab diesem Jahr zur organisationsrechtlich umstrukturierten Hochschule für angewandte Kunst in Wien die Bestellung zum Professor (L 1) im Bereich „Bildende Kunst“ (Meisterklasse für Bildhauerei, ab Studienjahr 1984/85 an der Meisterklasse für Keramik – Produktgestaltung) folgte.
Als Künstler nahm Tiefenthaler an zahlreichen Wettbewerben teil, so z. B. für Großreliefs, Architekturelemente, für Ideenmodelle für das Europäische Patentamt/München, Brückenplastiken, Brunnenanlagen, Grabdenkmale aber auch Service für die Triennale Mailand. Zu seinen freischaffenden Arbeiten zählen etwa 30 Großplastiken und zahlreiche Kleinplastiken in Bronze, Eisen und Beton und Keramik. So manche Werke Tiefenthalers befinden sich in öffentlichen Sammlungen wie z. B. die Plastik Der Engel kann nicht mehr fliegen, 1991, in der Österreichischen Galerie Belvedere.
Nach Eintritt in den Ruhestand war Tiefenthaler als Bildhauer, Medailleur und Steinrestaurator weiterhin sehr gefragt und arbeitete nicht nur in seinem Atelier, sondern auch im öffentlichen Raum in Wien und seinem Heimatort Matrei weiter.
Am 11. März 2010 verstarb Tiefenthaler im Sanatorium Liebhartstal in Wien, am 22. März wurde er auf dem Wiener Zentralfriedhof bestattet.

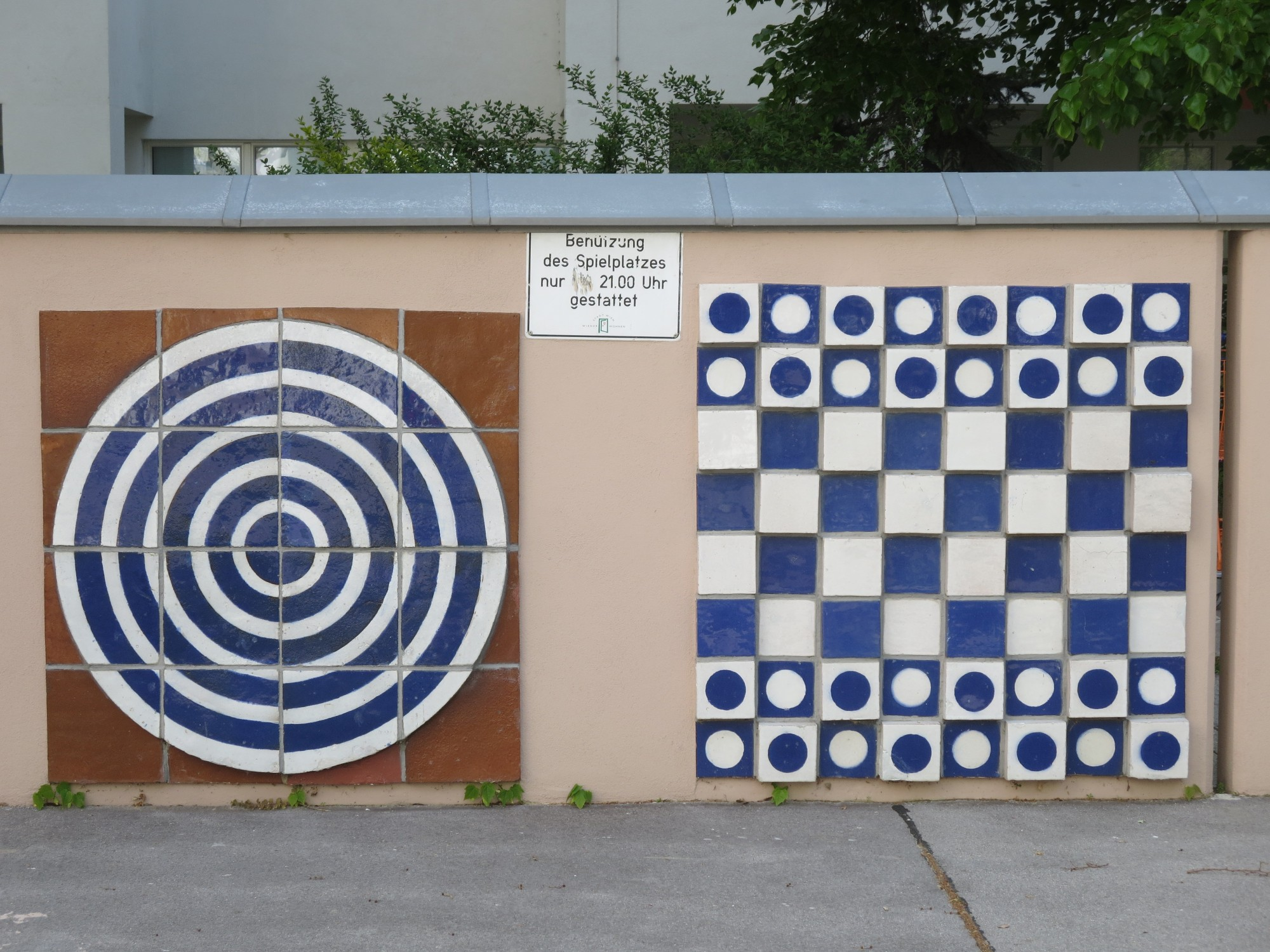
Großfeldsiedlung - Spielplatz, Keramikplatten, Dopschstraße 29, 1210 Wien, Fritz Tiefenthaler, 1974

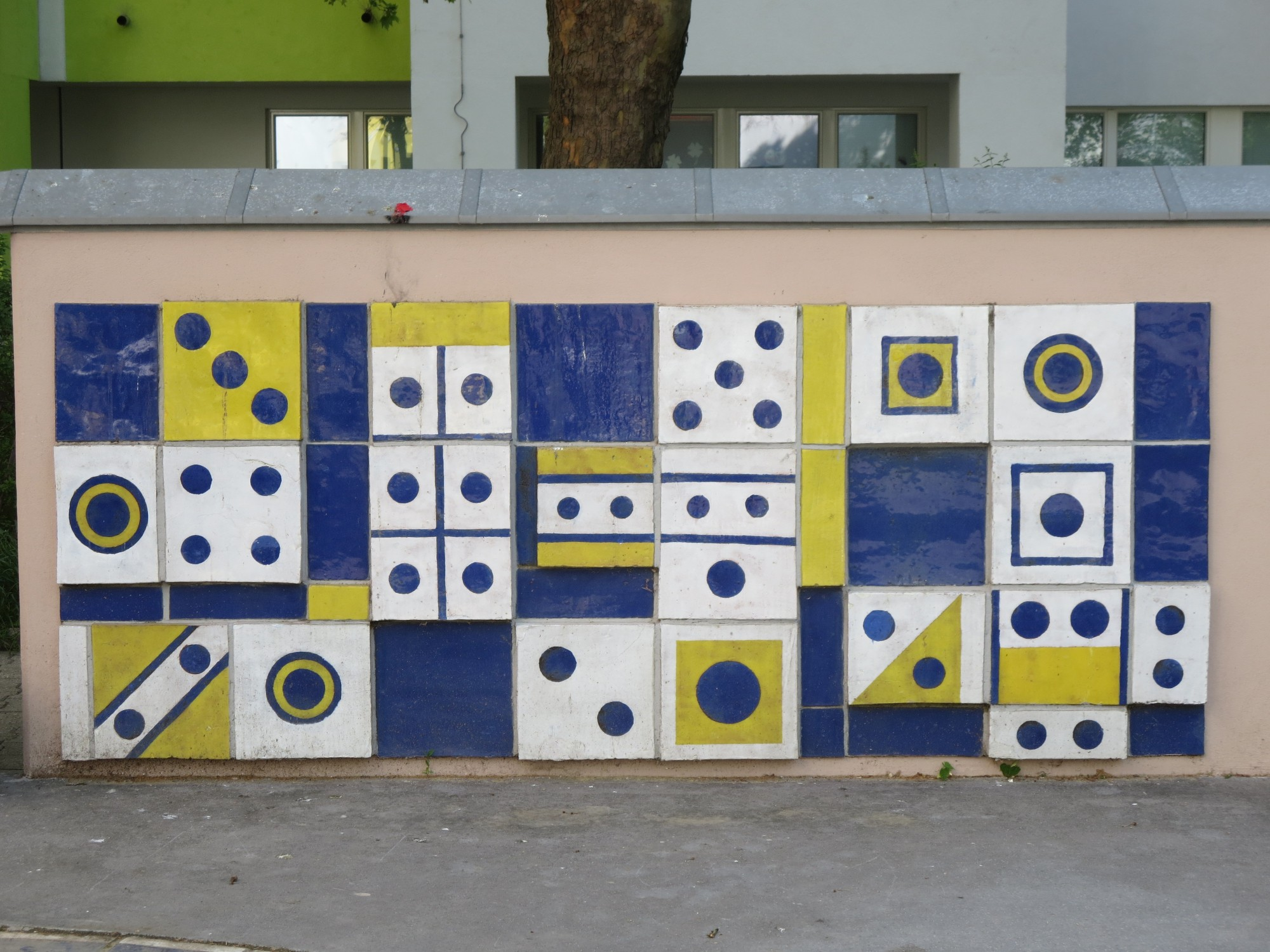
Großfeldsiedlung - Spielplatz, Keramikplatten, Dopschstraße 29, 1210 Wien, Fritz Tiefenthaler, 1974

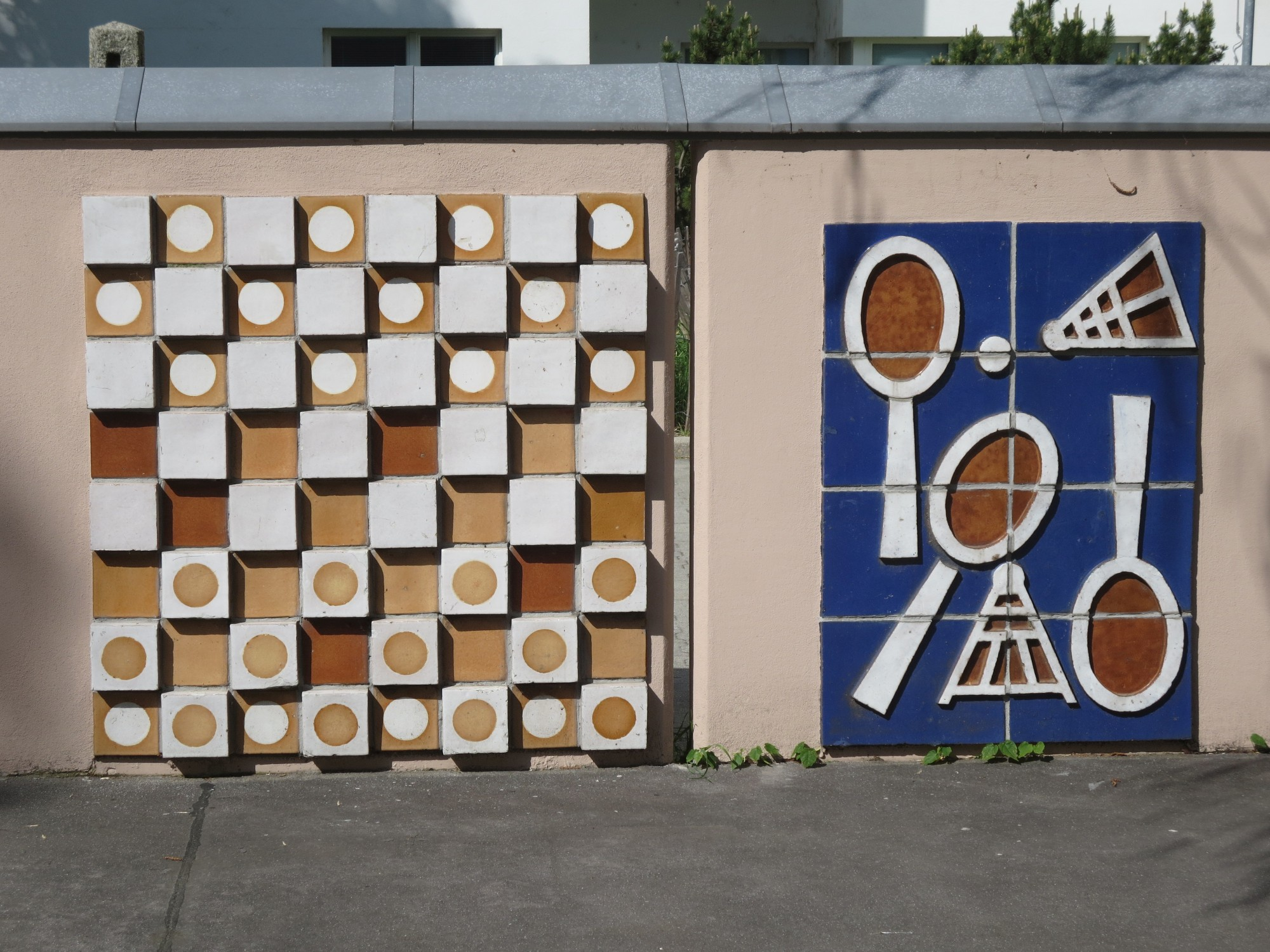
Großfeldsiedlung - Spielplatz, Keramikplatten, Dopschstraße 29, 1210 Wien, Fritz Tiefenthaler, 1974

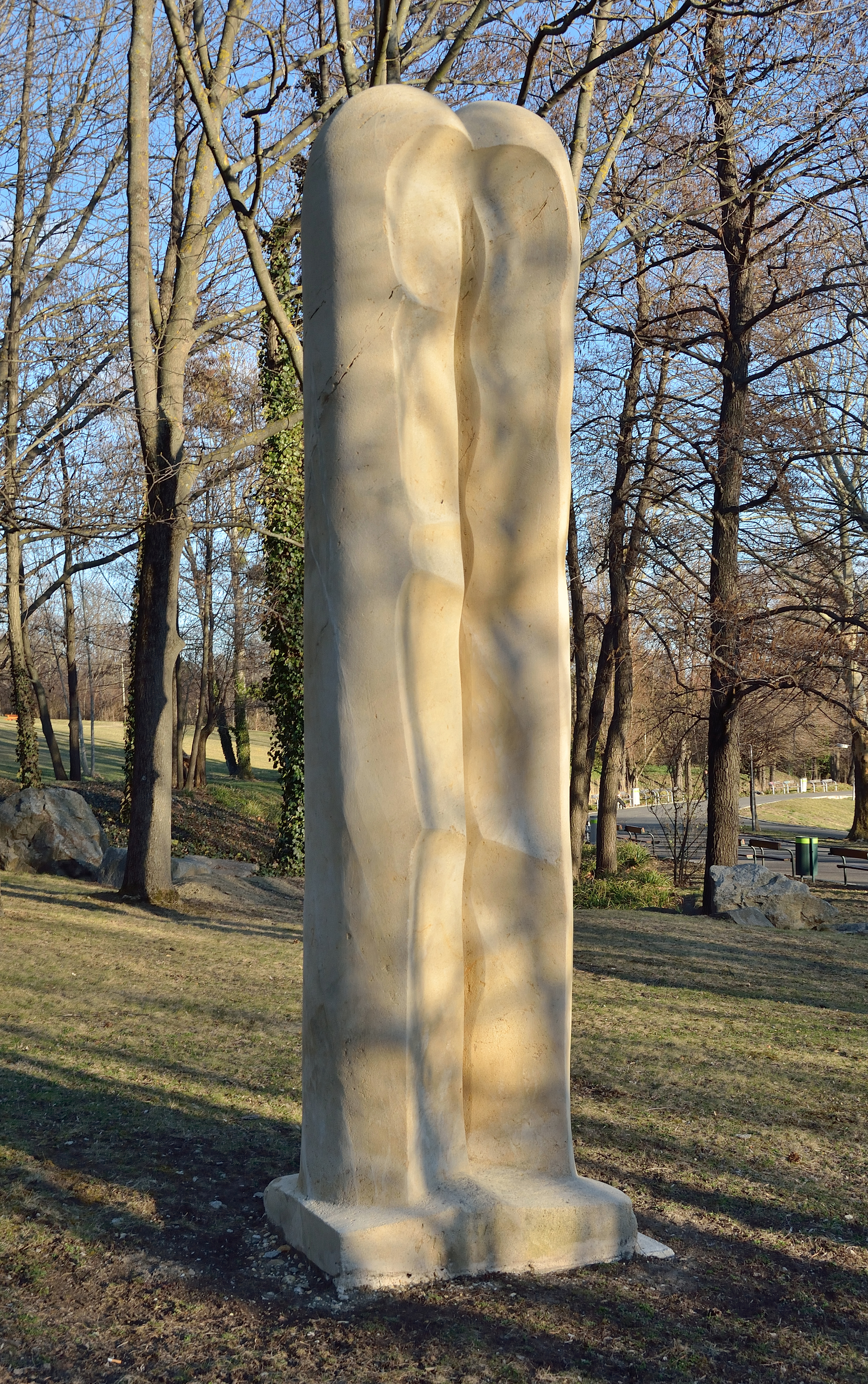
Skulptur im Kurpark Oberlaa, Fritz Tiefenthaler

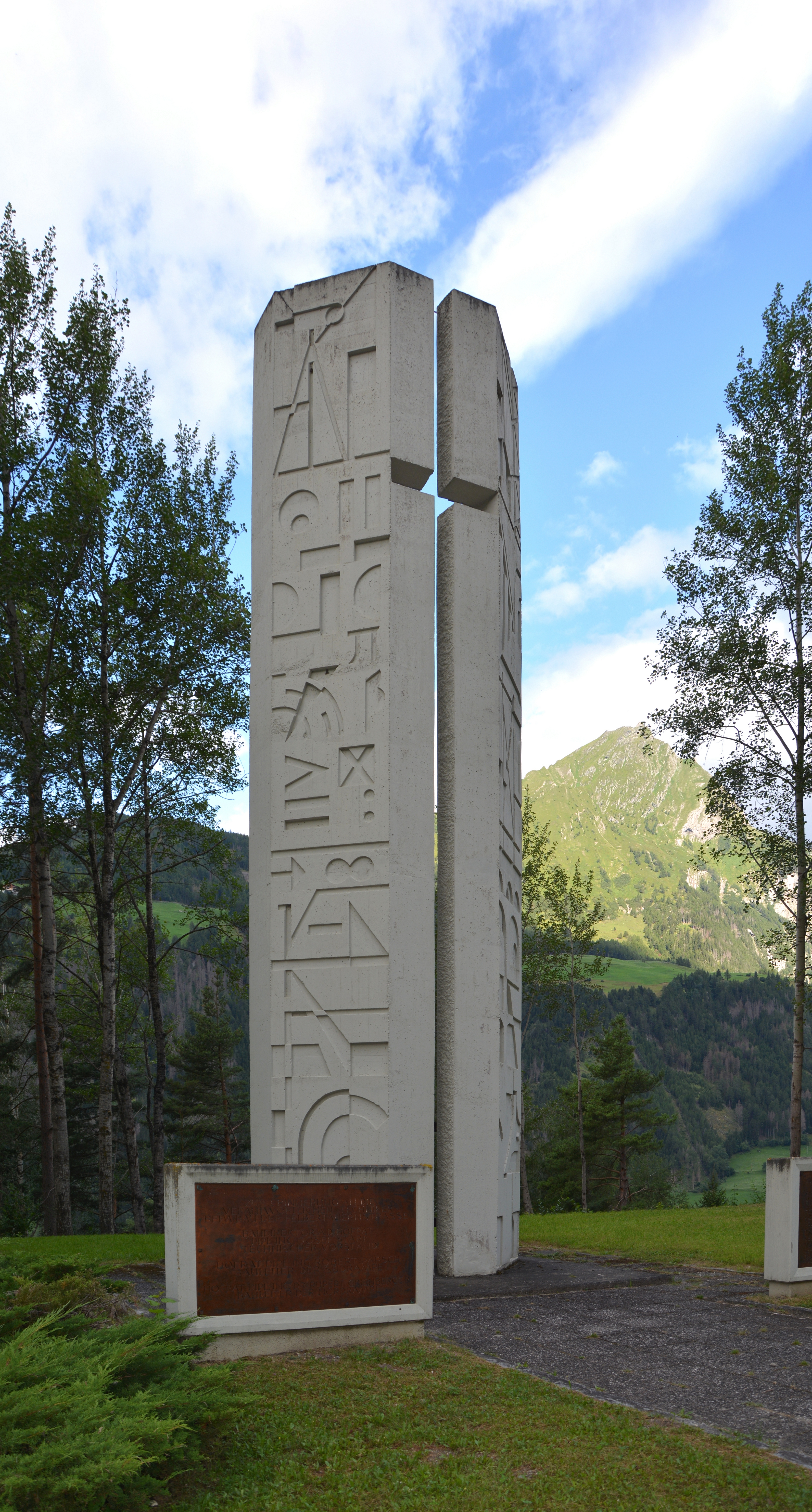
Felbertauernstraße - Denkmal, Matrei in Osttirol, Fritz Tiefenthaler

## Werke (Auswahl)

### Skulpturen
- 1965: Betonreliefs an der Filialkirche Aderklaa
- 1980: Lenz-Moser-Denkmal in Rohrendorf bei Krems
- 1980: Johann-Strauss-Statue Paris
- 1985: Rathausmann auf dem Rathausplatz in Wien; Kopie der Figur von der Spitze des Radhausturms
- 1991: Der Engel kann nicht mehr fliegen
- 1997: Der letzte Sarkophag
- 1998: Albanusbrunnen in Matrei in Osttirol
- 1999: Gedenktafel mit Porträt-Relief für den Architekten Julius Deininger, Vestibül der Badeanstalt Gutenstein / NÖ
- o. J.: Zierbrunnen auf dem „Marktplatz“ der Siedlung Weißenböckstraße in Wien-Simmering (11. Bezirk)

### Münzen
- 1968: 50-Schilling-Münze 50 Jahre Republik Österreich
- 1970: 50-Schilling-Münze 300 Jahre Universität Innsbruck
- 1971: 25-Schilling-Münze 200 Jahre Wiener Börse
- 1972: 50-Schilling-Münze 100 Jahre Hochschule für Bodenkultur in Wien
- 1973: 50-Schilling-Münze 500 Jahre Bummerlhaus in Steyr
- 1974: 50 Schilling-Münze 50 Jahre Österreichischer Rundfunk
- 1976: 100-Schilling-Münze 200 Jahre Burgtheater
- 1982: 500-Schilling-Münze 825 Jahre Mariazell
- 1983: 500-Schilling-Münze Katholikentag 1983
- 1984: 500-Schilling-Münze 100. Todestag von Fanny Elßler

### Restaurierungsarbeiten an öffentlichen Gebäuden und Sakralbauten, so z. B.
- an den Spiralreliefs der Säulen der Karlskirche in Wien

## Galerie

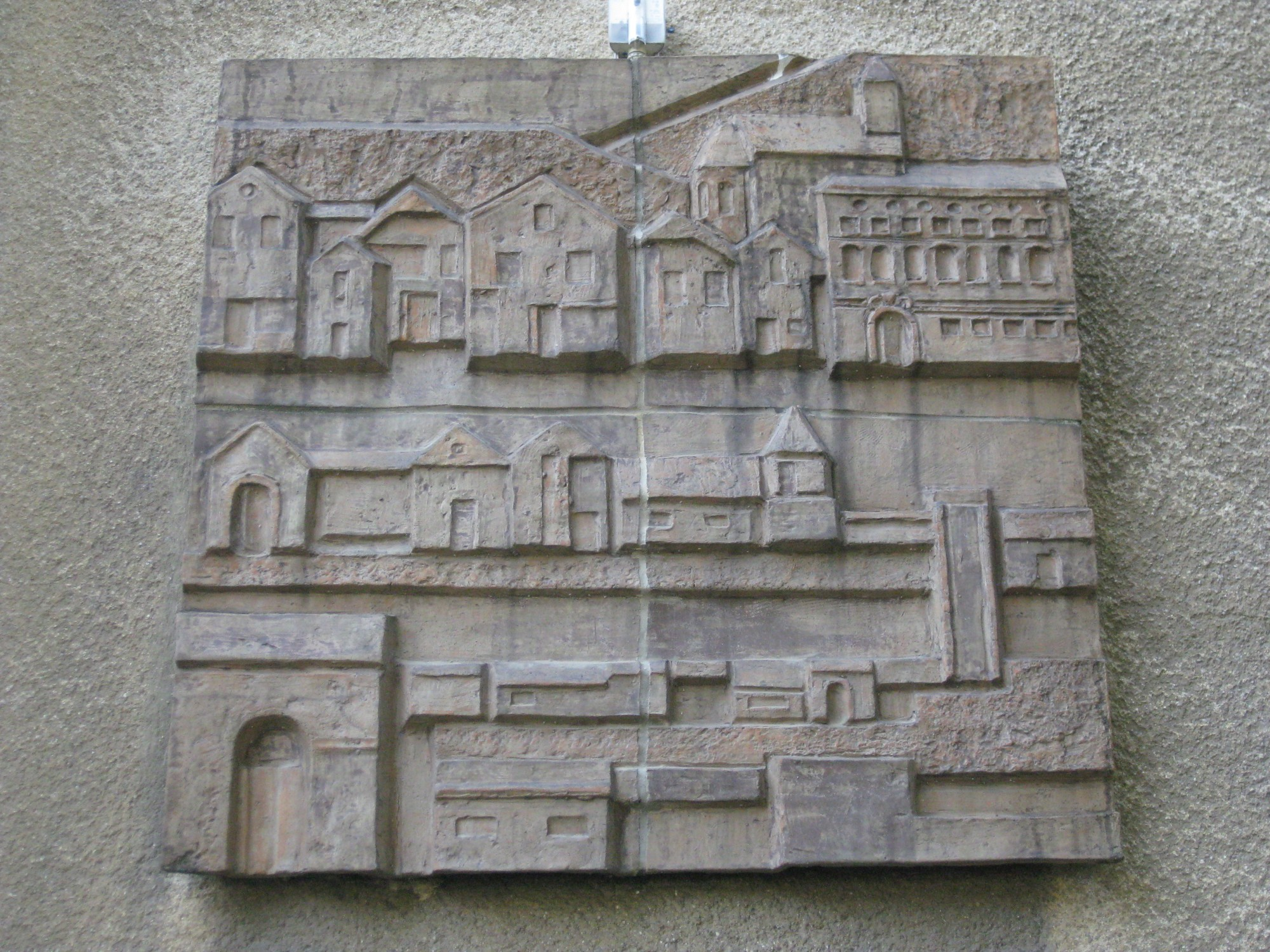
Hauszeichen Hernals 1620, (Keramische Plastik), 1170 Wien, Pezzlgasse 71–81 Stg 1, Fritz Tiefenthaler, 1962
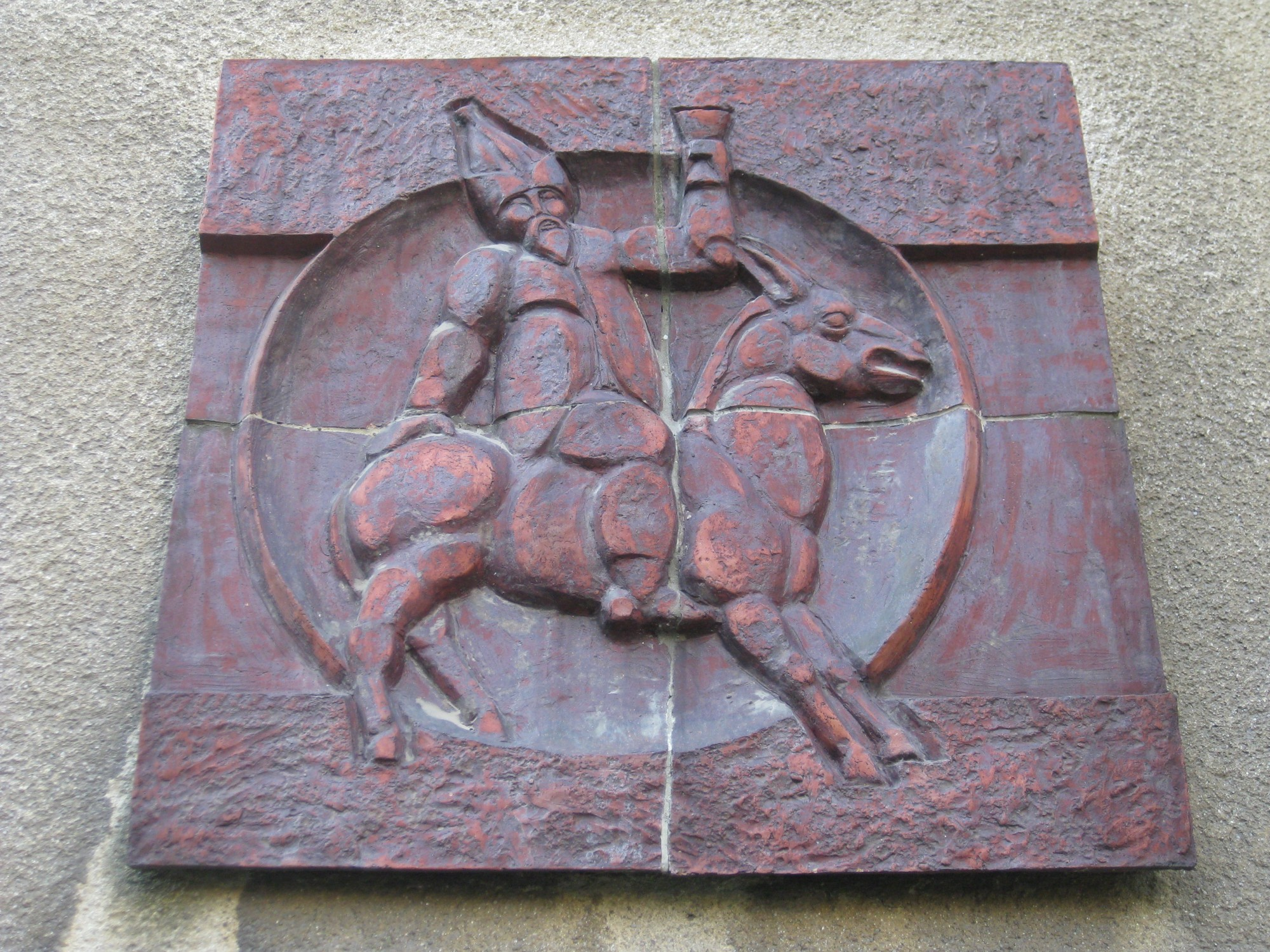
Hauszeichen Hernals 1620, (Keramische Plastik) 1170 Wien, Pezzlgasse 71–81 Stg 3, Fritz Tiefenthaler, 1962
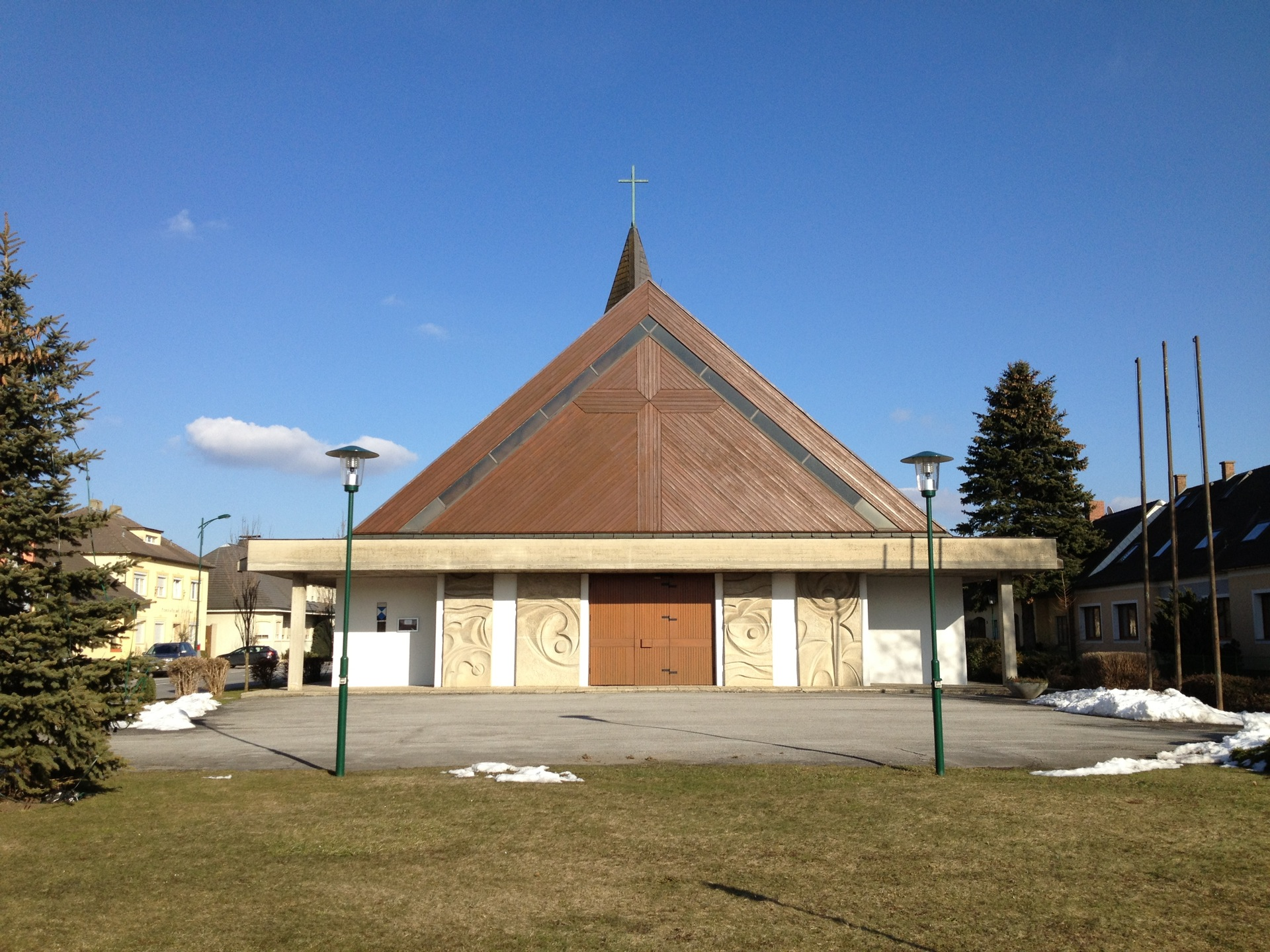
Betonreliefs Filialkirche Aderklaa, Fritz Tiefenthaler
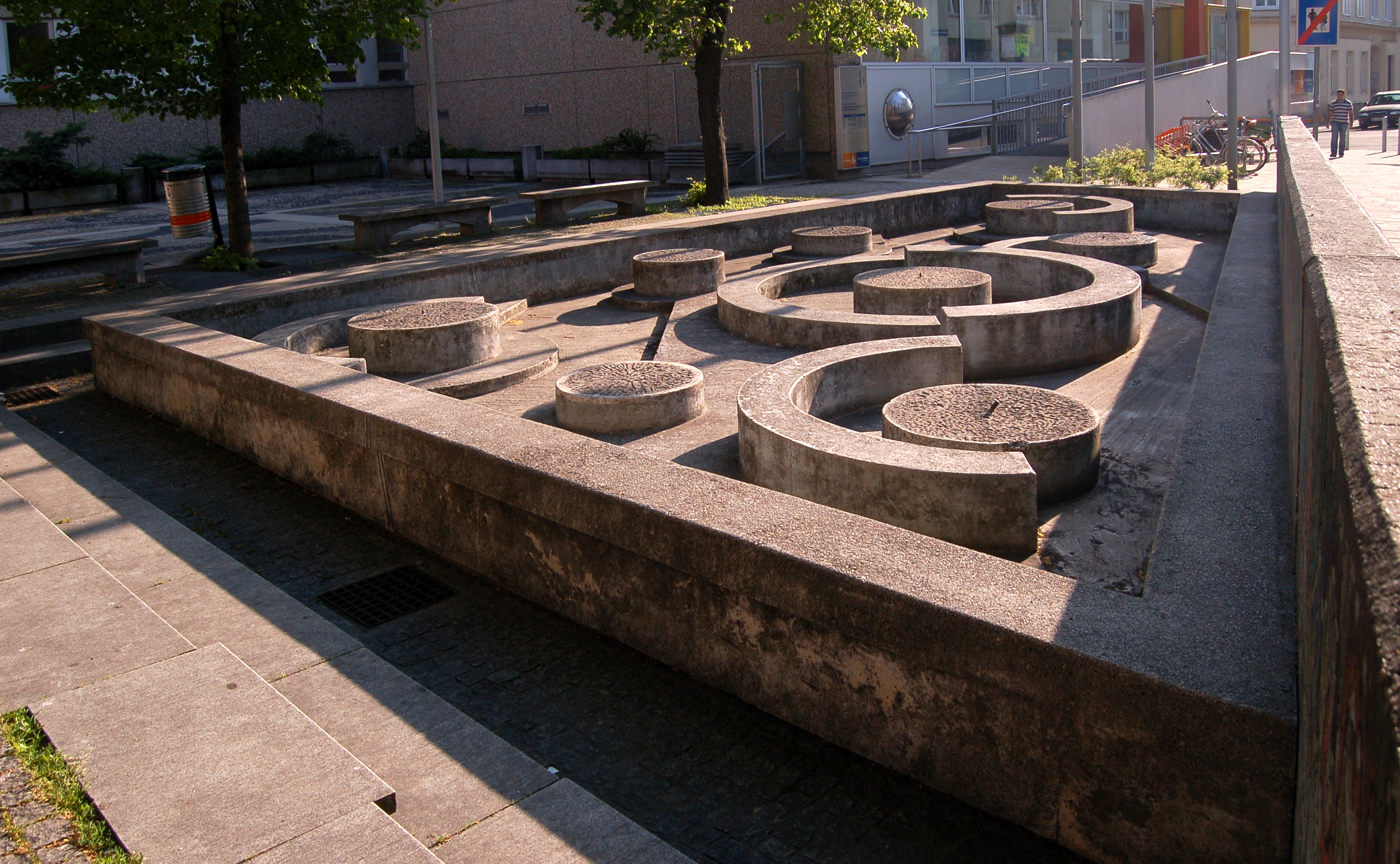
Brunnenanlage im Komplex der Volkshochschule Rudolfsheim-Fünfhaus, 1150 Wien, Fritz Tiefenthaler, 1976
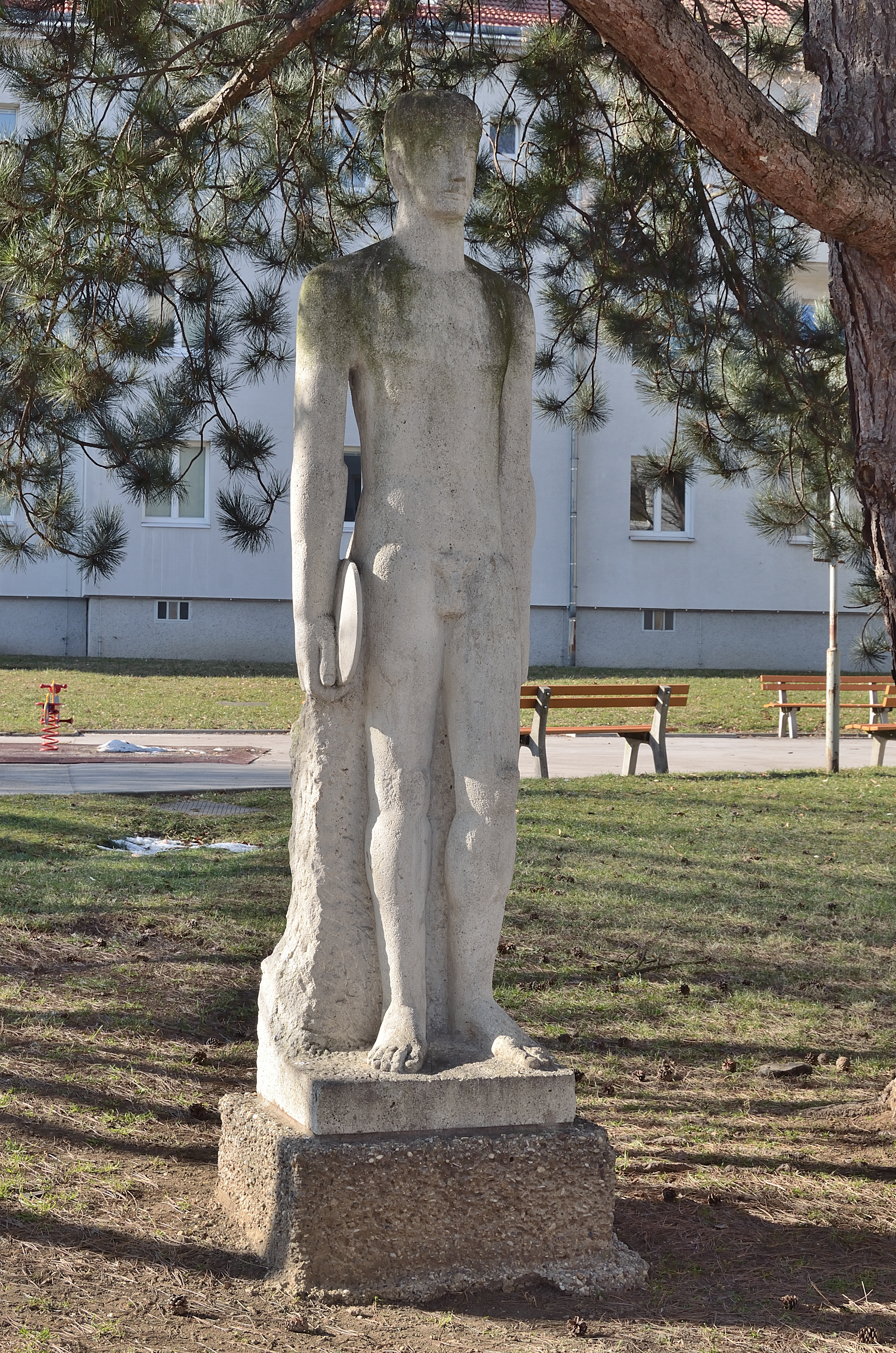
Diskuswerfer, vor dem Gemeindebau Harry-S.-Truman-Hof, Wien-Liesing, Fritz Tiefenthaler
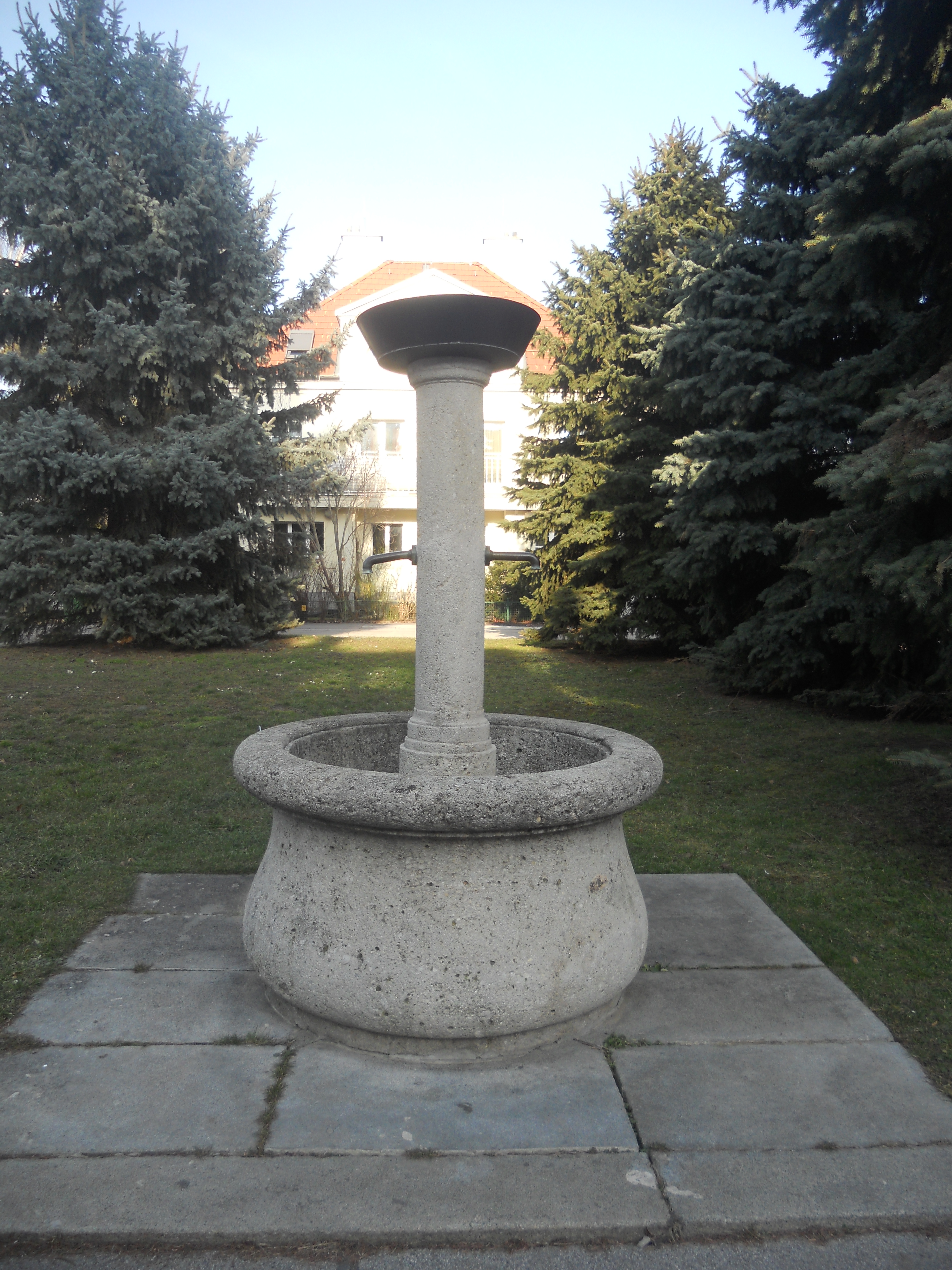
Brunnen inmitten der Siedlung Weißenböckstraße, 1110 Wien, Fritz Tiefenthaler
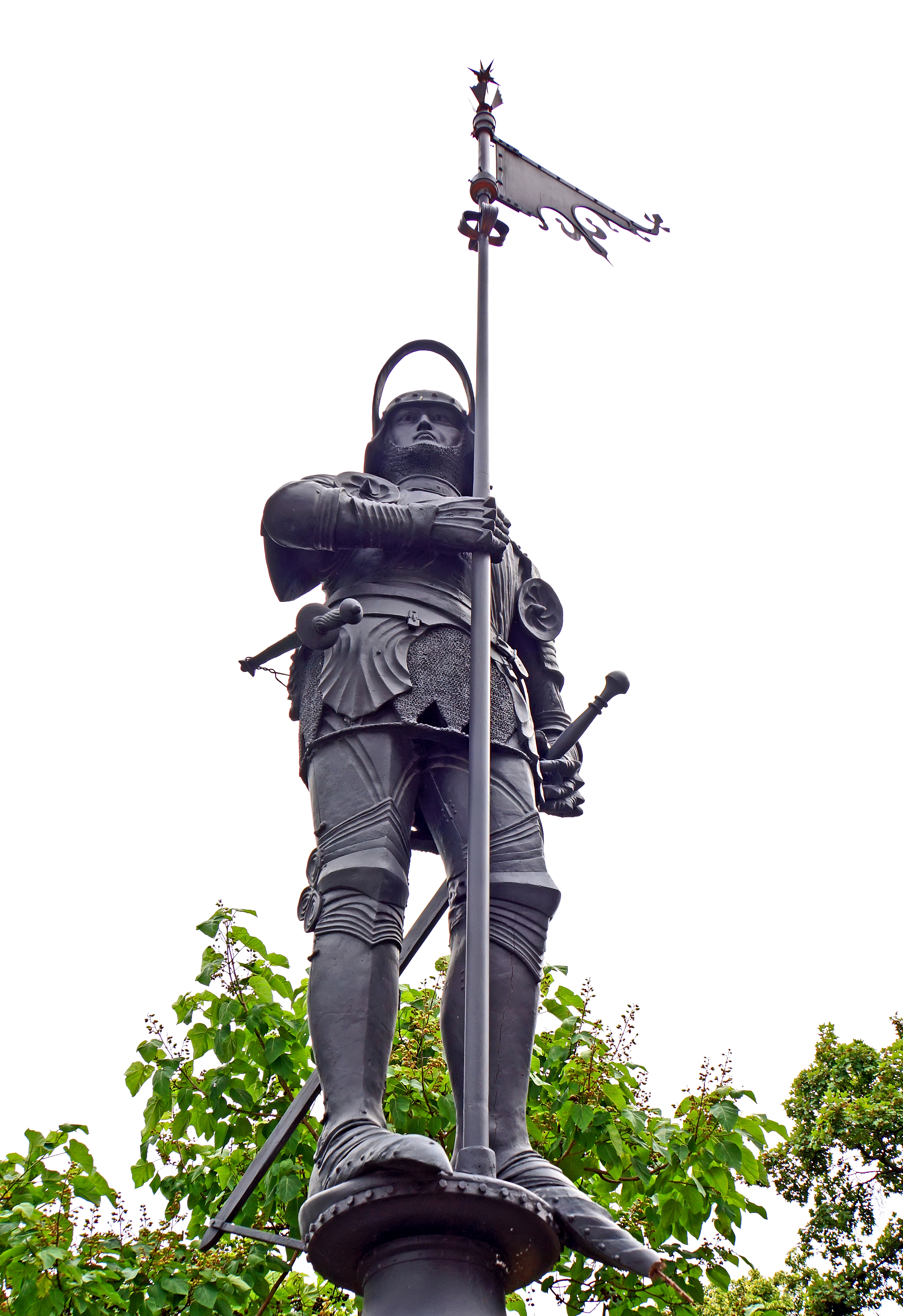
Rathausmann, Kopie des Originals von der Spitze des Wiener Rathauses, Fritz Tiefenthaler, 1985

## Mitgliedschaften
- Mitglied der Wiener Künstlervereinigung Art Club